# Ознобишин, Дмитрий Иванович
Дмитрий Иванович Ознобишин (1869—1956) — адъютант князя Г. М. Романовского, герцога Лейхтенбергского, генерал-майор.

## Биография
Православный. Из потомственных дворян Симбирской губернии.
Образование получил в Александровском лицее, по окончании которого с золотой медалью в 1889 году поступил на военную службу.
Выдержав офицерский экзамен при Николаевском кавалерийском училище, 3 января 1891 года произведен был в корнеты запаса. 24 августа 1891 года определен на службу хорунжим в 1-й пеший пластунский батальон Кубанского казачьего войска. Затем был переведен в 1-й Уманский казачий полк, произведен в сотники со старшинством с 31 марта 1894 года. В 1897 году окончил Николаевскую академию Генерального штаба по 1-му разряду и 19 мая того же года был произведен в подъесаулы «за отличные успехи в науках». 30 января 1898 года переведен в Генеральный штаб с назначением старшим адъютантом штаба 19-го армейского корпуса и переименованием в штабс-капитаны. 19 марта 1898 года назначен старшим адъютантом штаба 7-й пехотной дивизии, а 6 мая того же года — обер-офицером для поручений при штабе Варшавского военного округа. Произведен в капитаны 18 апреля 1899 года. В 1899—1900 годах отбывал цензовое командование эскадроном в лейб-гвардии Уланском Его Величества полку. Участвовал в китайской кампании 1900—1901 годов.
9 марта 1902 года переведен в 38-й драгунский Владимирский полк с переименованием в ротмистры. 16 июля 1903 года назначен адъютантом к князю Г. М. Романовскому, герцогу Лейхтенбергскому, с зачислением по гвардейской кавалерии. Затем переведен в лейб-гвардии Уланский Его Величествава полк. Произведен в полковники 6 декабря 1908 года на вакансию. 20 июня 1913 года назначен в распоряжение князя А. Г. Романовского, герцога Лейхтенбергского, а 20 декабря того же года зачислен по гвардейской кавалерии.

Ознобишин во многом напоминал мне моего старого маньчжурского знакомого Ельца. Оба они в свое время кончили академию генерального штаба, отличились в войне против полубезоружных китайских боксеров, оба были талантливы, но, покинув генеральный штаб, предпочли, сохраняя военный мундир, обратиться в Молчаливых при высочайших особах. Ознобишин числился состоящим при герцоге Лейхтенбергском, проживавшем большую часть года во Франции.— Игнатьев А. А. Пятьдесят лет в строю. Книга III, глава 10. — М.: Воениздат, 1986. — С. 397. — ISBN 5-203-00055-7.
Во время Первой мировой войны исполнял обязанности помощника военного агента во Франции. Произведен в генерал-майоры 6 декабря 1916 года «за отличие по службе».
В эмиграции во Франции, жил в Париже. Принимал деятельное участие в общественной и культурной жизни русской колонии. Состоял председателем Союза офицеров участников войны, членом Объединения лейб-гвардии Казачьего полка и Объединения офицеров Генерального штаба, почетным членом Общества любителей русской военной старины. Также был председателем Объединения бывших воспитанников Императорского Александровского лицея, вице-президентом Русского историко-генеалогического общества (с 1930), членом-учредителем Общества друзей Русского музея, товарищем председателя Союза ревнителей памяти императора Николая II (с 1936). Кроме того, состоял начальником походной канцелярии великого князя Владимира Кирилловича (1946—1952). Был известен своей коллекцией редких военных гравюр, стал одним из основателей музея лейб-гвардии Атаманского полка.
Умер в 1956 году в Женеве. Был похоронен на местном кладбище, затем перезахоронен на кладбище Батиньоль в Париже.

## Награды
- Орден Святого Станислава 3-й ст. с мечами и бантом (ВП 15.03.1901)
- Орден Святой Анны 3-й ст. с мечами и бантом (ВП 18.03.1901)
- Орден Святого Станислава 2-й ст. (ВП 27.08.1905)
- Орден Святой Анны 2-й ст. (ВП 17.02.1909)
- Орден Святого Владимира 4-й ст. (ВП 17.02.1912)
- Орден Святого Владимира 3-й ст. (ВП 23.06.1913)
- Высочайшее благоволение «за отлично-ревностную службу и особые труды, вызванные обстоятельствами текущей войны» (ВП 22.03.1915)